# Ottavio Scotti (architetto)
Ottavio Scotti (1680 – 1748) è stato un architetto italiano.

## Biografia
Figlio di Alvise, proveniva da una nobile e ricca famiglia trevigiana. Dei suoi fratelli si ricordano Antonio, Vittore e Arrigo, i primi due ecclesiastici e letterati, l'altro antiquario e numismatico.
Allievo di Pietro Simoni, si formò abbastanza tardivamente. Nel 1726 ultimò l'opera Studio d'Architettura che raccoglie un centinaio di tavole da lui disegnate.
A Treviso ha realizzato il palazzo di famiglia, la locanda dell'Imperatore (attuale palazzo Giacomelli), alcune parti del seminario vescovile, le chiese di Santo Stefano e di Santa Croce; presentò anche due progetti - mai realizzati - per la ricostruzione della cattedrale di San Pietro Apostolo.
Nell'alta Marca ricostruì la cattedrale di Ceneda e ampliò il castello Brandolini di Cison; suo anche l'attuale municipio di Conegliano.
Operò anche al di fuori del Trevigiano: gli si devono la scalinata del monastero di San Felice a Vicenza e la chiesa del convento delle Carmelitane a Mantova (dove si ritirò una sua figlia).

## Galleria d'immagini

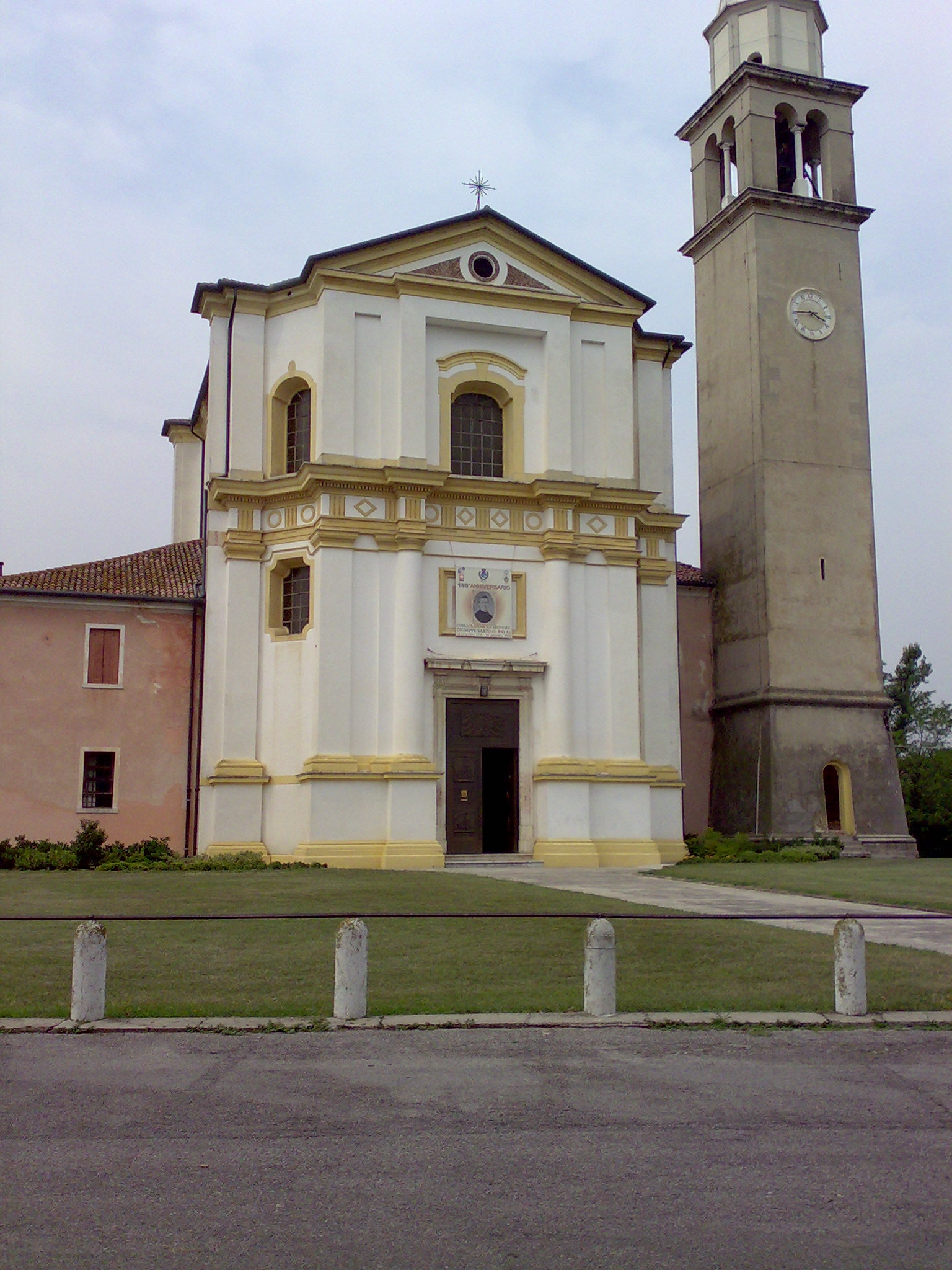
Santuario della Beata Vergine delle Cendrole, Riese Pio X
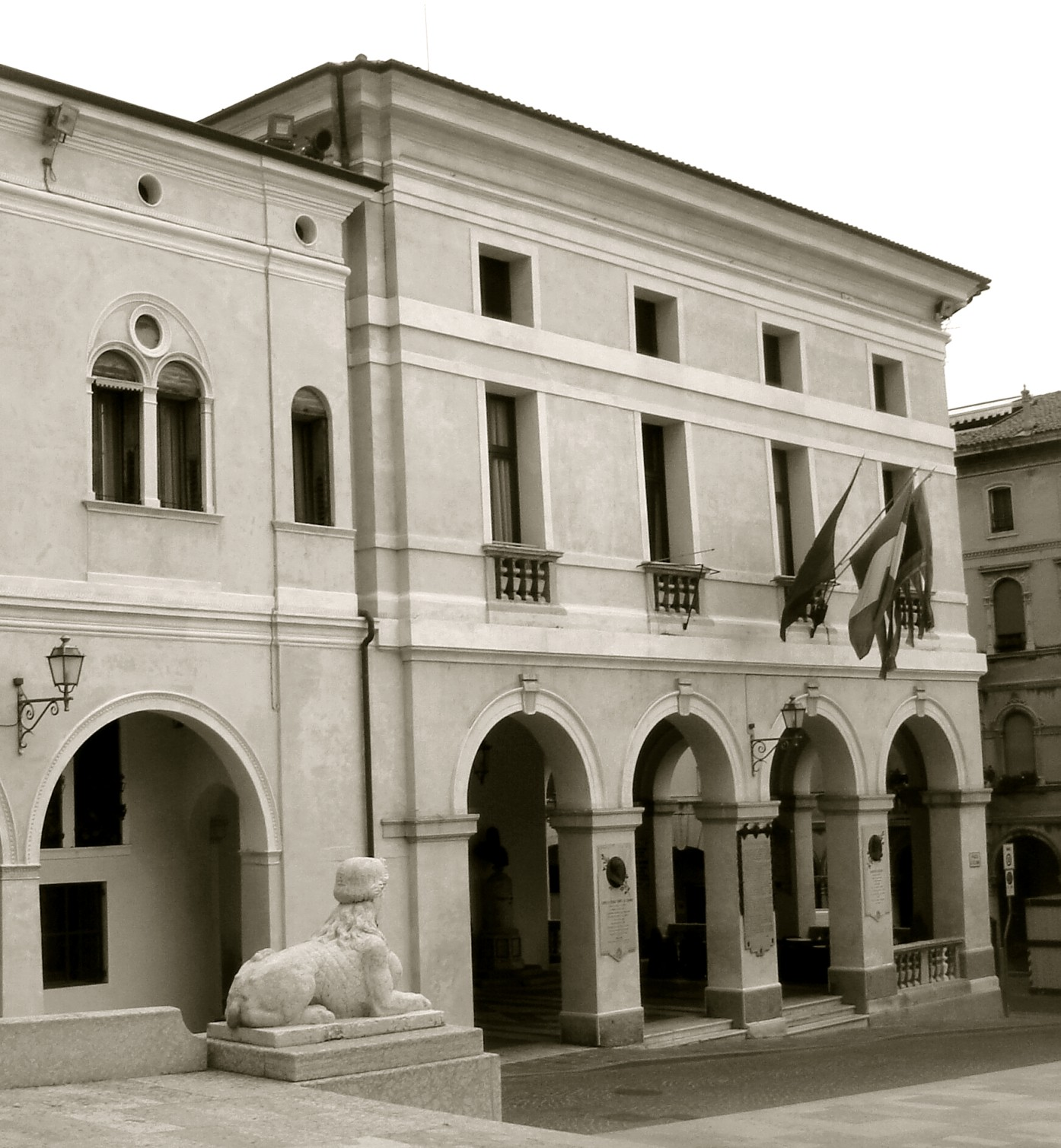
Municipio di Conegliano
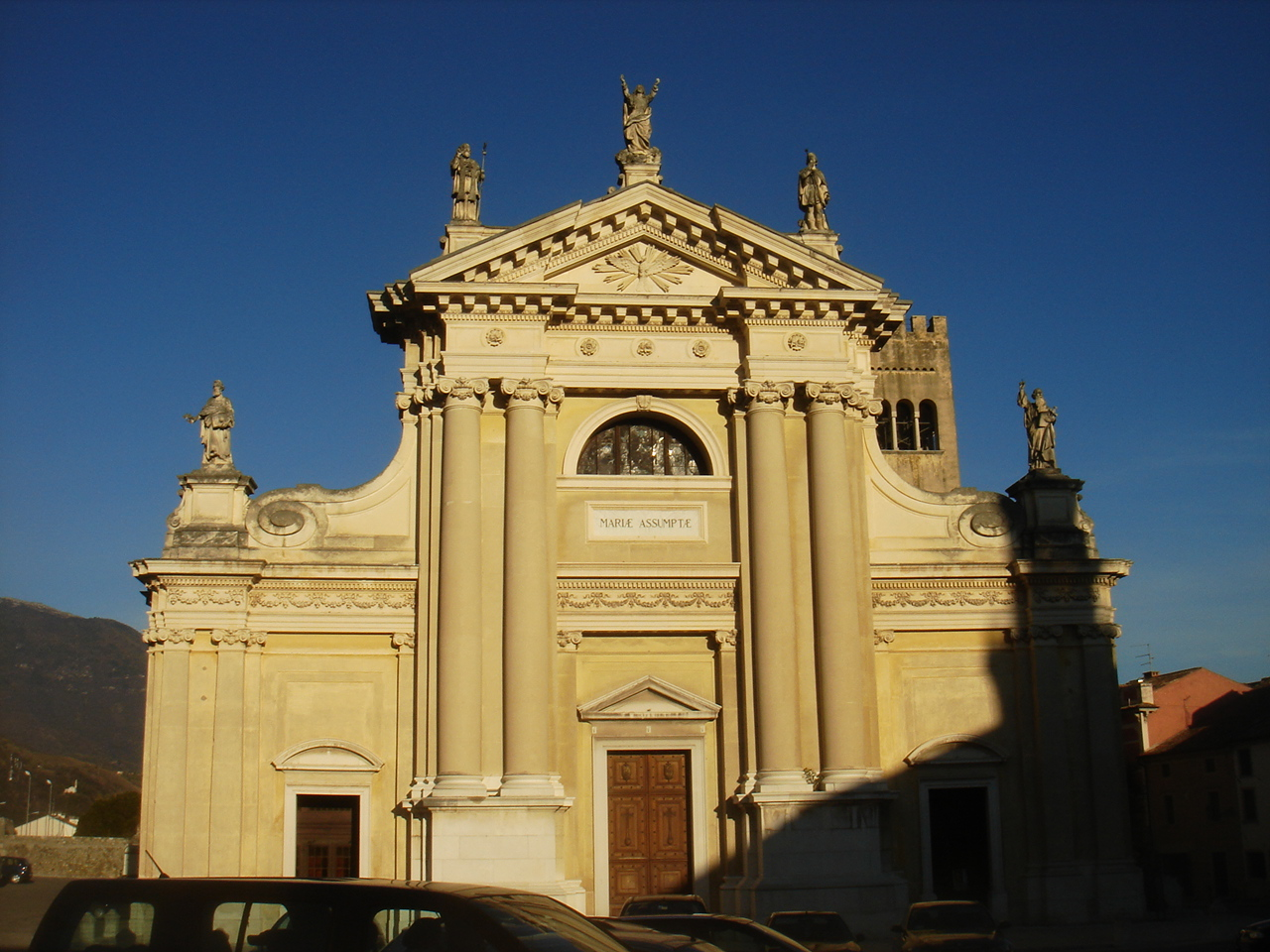
Cattedrale di Ceneda
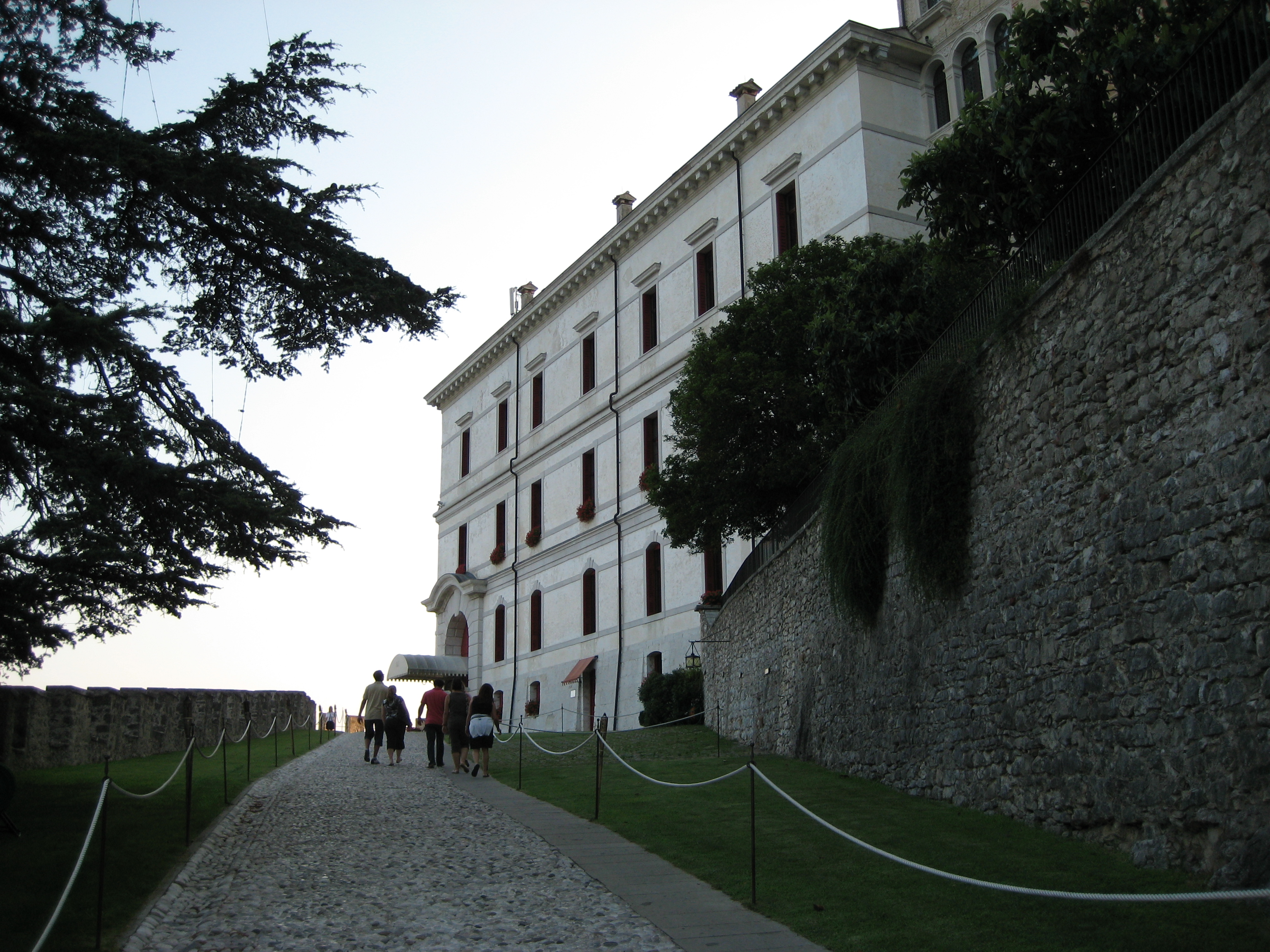
Particolare dell'ampliamento del castello Brandolini